# Károlyi-palota (Belváros)

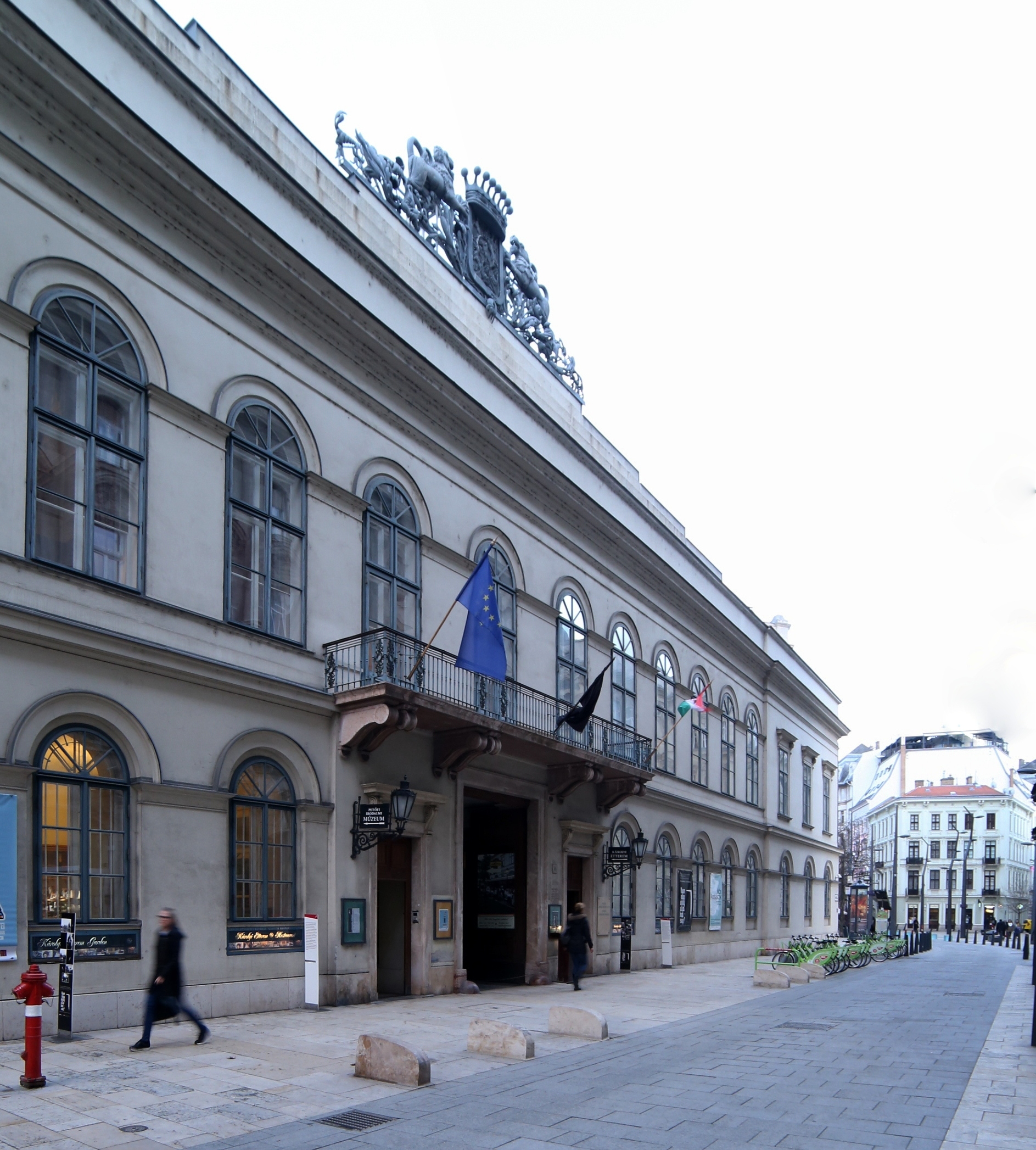
A Károlyi-palota, 2017-ben

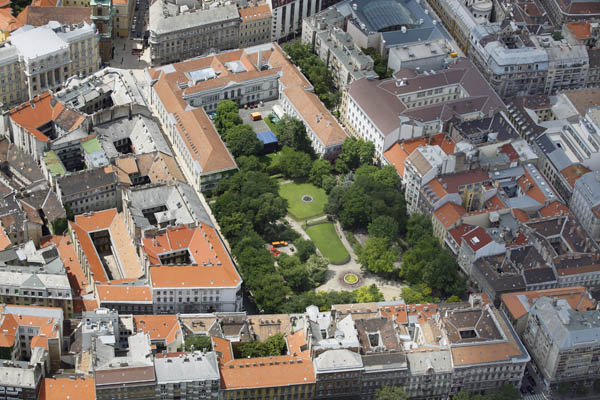
A Károlyi-kert és a palota (a kert felső végénél) légi felvételen

A Károlyi-palota egyemeletes klasszicista épület Budapest belvárosában, a Károlyi utca 16. szám alatt (Korábban Egyetem utca 6). A mai palotát Károlyi György építtette az 1830-as években, jelenleg a Petőfi Irodalmi Múzeum (PIM) otthona. A palotához eredetileg hozzátartozó Károlyi-kert sokáig a palotától fizikailag is leválasztva (kerítéssel és kapukkal), külön közparkként funkcionált. A palota 2021-22-es felújításának részeként a Károlyi-kertet egybenyitották a palota udvarával, így napközben szabadon látogatható (esténként a Károlyi-kert és a PIM is bezáratik).

## Fekvése

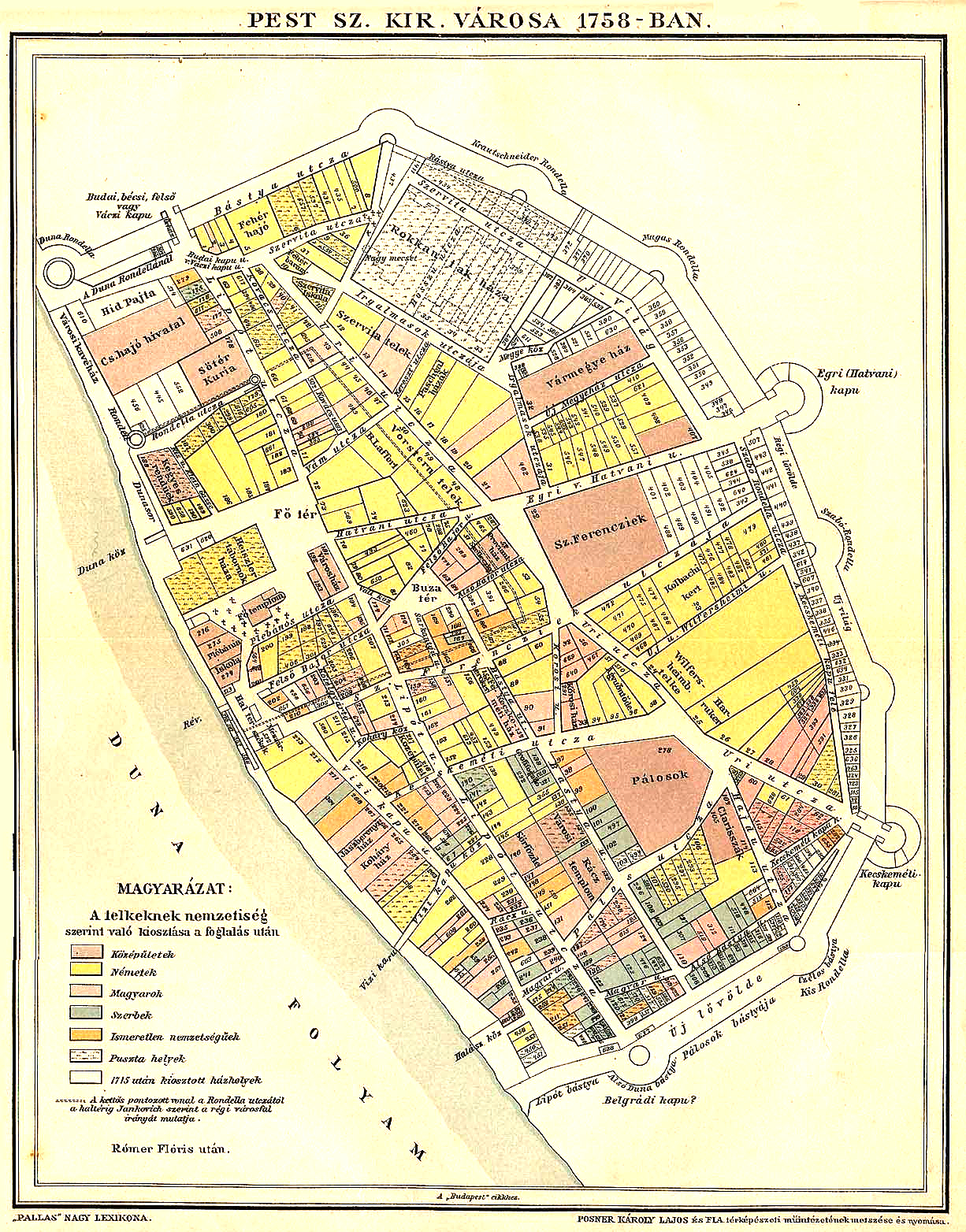
Pest városa 1758-ban. A térképen a Károlyi-palota és -kert területe még a „Wilfersheimb telke” néven

### Elhelyezkedése
A Károlyi-palota a mai Budapest V. kerületében, azaz a Belvárosban áll. Nyugatról a Károlyi utca, északról a Ferenczy utca, keletről a Károlyi-kert, délről a Henszlmann utca határolja, bejárata a Károlyi utca felől van. Közvetlen környezete az idők folyamán többször változott. A terület mindig is Pest városához tartozott. Amikor a 15. században a várost bekerítették, már akkor is a falakon belül feküdt, félúton a Hatvani-kapu (mai Astoria) és a Kecskeméti-kapu (mai Kálvin tér északi széle) között, a falaktól csak a mai Magyar utca választotta el.
A telket körülvevő utcák nevét többször is megváltoztatták. Az 1758-as várostérképen a terület még Wilfersheimb telke néven szerepel, habár a telek tulajdonosa már Barkóczy Ferenc egri püspök volt. A Magyar utca a Szabó-Rondella utcza, illetve A Kecskeméti kapu felé nevet viseli. A Henszlmann utca még nem létezett, a telek jobb oldalán, azaz dél felé a Harruckern-telek látható. Nyugatra a mai Károlyi utca látható, amit akkor Uri utczának hívtak, balra, azaz északra pedig a mai Ferenczy utca két nevet visel, Uj u. illetve Wilfersheimi utcza.
Az 1833-ból származó, Pest, Buda és Óbuda beépített területeinek vízrajzi térképén jól látható a Károlyi-palota és -kert. Az 1854-ből származó német nyelvű térkép szerint a mai Ferenczy utca neve Zucker Gasse, vagyis Cukor utca, a Harruckern-palota pedig új tulajdonosai után új nevet kapott: Wenckheim-palota lett a neve, és szintúgy kerttel rendelkezett, mint a Károlyi-palota, bár a kertje mintegy fele nagyságú volt.
1867 és 1872 között kataszteri térképsorozat készült Pestről, melyen később ábrázolták az 1872 és 1920 közötti változásokat is. Itt még mindig létezik a Károlyi-palotát délről határoló Wenckheim-palota és kertje, a Ferenczy utca neve pedig Czukor utcza. Egy 1878-as térképen a Cukor utca nevét gróf Károlyi utczára változtatva látjuk.
Az 1908-ból származó Budapest közigazgatási térképsorozatán már szerepel a mai Henszlmann utca, amit akkor Kaplony utcának hívtak. A Kaplony utcát a lebontott Wenckheim-palota és a kertje helyére időközben épült, de már szintén lebontott bérházak helyén nyitották meg.

### Megközelítése
A Károlyi-palota kitűnő belvárosi elhelyezkedésénél fogva gyalogosan, autóval és tömegközlekedéssel is jól megközelíthető. Tömegközlekedés használata esetén, 2023. márciusi menetrendeket alapul véve, a Kálvin térről gyalogosan (M3-as és M4-es metró illetve M3-as metrópótló busz, 47-es/48-as/49-es villamos, 15-ös busz, 72-es/83-as troli); a Ferenciek teréről szintén gyalogosan (M3-as metró, 5-ös/7-es/8E/15-ös/133E busz) illetve az Astoriától gyalogosan (M2-es metró, M3-as metrópótló busz, 47/48/49-es villamos, 9-es busz) egyaránt 5–10 perc sétával érhető el. Az Egyetem téren, az ELTE jogi kara előtt süllyedő oszlop csillapítja a forgalmat. Közvetlenül a palota előtt található egy MOL Bubi kerékpárállomás is.

## A palota története

### Középkor
A második világháború idején a palota kertjének közepén egy négyszögletes oltóvízmedence építését kezdték el, melyet légoltalmi célokra akartak használni. A munkálatok végzése közben csontvázra bukkantak, így ekkortól a munkát figyelemmel kísérte a Régészeti és Ásatási Intézet is, és így sikerült számos leletet megtalálniuk, amik a kert helyén egykor létezett temetőből származtak. A sírokból négy férfi, egy női és két gyerekcsontváz került elő, többé-kevésbé ép állapotban. A csontvázak mellől kisebb tárgyak is előkerültek: övcsatok, bronzgyűrű, nyakperec és egy érem is. A leletek elhelyezkedése miatt várható lett volna, hogy további sírok is előkerülnek, de a háborús helyzet miatt a vízmedence ásását gyorsan be kellett fejezni. A medence oldalának hossza 18,5 méter volt, a sírokat átlagosan 2 méter mélyen találták meg. A szegényes leletek miatt a temető pontos korát nem tudták meghatározni. Az előkerült érmén a Fortuna Redux felirat, hátlapján jobbra néző koszorús császári portré volt látható. 11. századi sírokban gyakori volt a régi római kori érmék obulusként való használata, a sírok többi lelete pedig más temetőkével mutat rokonságot, így a pilin-simánhegyivel, vagy a székesfehérvári Demkóhegy és Maroshegy temetőivel. Mivel ezek kora a 11. századra tehető, így valószínű, hogy a Károlyi-kerti sírok is a kora Árpád-korból származnak, és arra is rávilágítanak, hogy a korabeli Pest lakosai szegényesen éltek, és semmiképpen sem tartoztak az akkor uralkodó nemzetségekhez.
Az oltómedence építésekor a vízelvezető csatornából is leletek kerültek elő, így egy sokszögű oszloplábazat, ami a 14. században kerülhetett ide. Előkerült egy cserepekkel teli középkori hulladékgödör is. A háború után, 1946-ban az oltóvízmedencét feltöltötték a környékbeli, lerombolt házakból származó törmelékkel, és a Fővárosi Kertészet elrendelte, hogy a medencét homokjátszótérré alakítsák át. A szükséges homokot a medencétől 10,7 méterre lévő területről termelték ki, ahol erre a célra egy 6×4 méteres gödröt ástak. Ebből a gödörből is leletek kerültek elő, egy női és egy vele eltemetett csecsemőcsontváz. A munkálatok végzése alatt egy környékbeli lakos tájékoztatta a régészeket, hogy a kert Károlyi és Magyar utca által bezárt sarkán az 1930-as években egy kis sárga ház állt, és annak bontásakor is csontvázakat találtak. Ez alapján feltételezhető, hogy az Árpád-kori temető legalább a mai kert negyedére terjedt ki. A homokkitermelés során újabb szemétgödröket is találtak a középkorból és a török korból.
Egyes kutatók úgy vélik, hogy a Bonfini híradásából ismert pesti vadaskert, amely Mátyás király tulajdona volt, magába foglalta a palota és a kert mai területét is. Ennek némileg ellentmond, hogy a pesti városfalak építésének legvalószínűbb ideje az 1468–71-es évekre tehető, és a mai kert helye már akkor is a falakon belül helyezkedett el, szinte teljesen a várfal mellett. Bonfini szerint ugyanis a vadaskert a Hatvani-kaputól (a mai Astoriától) egy római mérföldnyire helyezkedett el, és fallal volt kerítve, kapuja pedig a mai Rózsa utca és Dob utca kereszteződésének tájékán lehetett.

### 17–18. század
A 17–18. században sűrű tulajdonosváltás jellemezte a területet. A 17. század végén, Buda töröktől való visszafoglalása után – mivel a városok, Buda és Pest lakossága jórészt meghalt vagy elmenekült – ingyen vagy nagyon olcsón telkeket osztogattak. Csak Pesten 350 telket osztottak így szét. Ekkoriban báró Werlein János István mint kamarai inspektor volt a város ura. Ebben a minőségében választhatott magának lakhelyet, és ő ezt a telket szemelte ki magának, tekintve, hogy a város legforgalmasabb részén, egyaránt közel feküdt a Hatvani- és a Kecskeméti-kapuhoz. Egy ház is állhatott már akkor a telken, amit talán át is alakított. Fia, Werlein Edmund József már egy kerítéssel körülvett és tatarozott házat örökölt, amit 1694. augusztus 30-án eladott Wilfersheim József (más forrás szerint Wilfershaimb) császári és királyi élelmezési biztosnak 150 forintért. Két évvel később Wilfersheim lebontatta a házat, és Kalcher Márton tervei szerint – aki a budai kőfaragó és kőműves céh alapító tagja volt – palotát építtetett. Örökösei azonban nem akartak Pesten élni, ezért 1744. április 9-én 11 000 forintért eladták a telket a palotával és a hozzá tartozó két rákosi réttel együtt Patachich Gábor kalocsai érseknek, aki a maga, valamint fivérei, Sándor és Lajos számára vette meg. A telek rajza ekkor vált szabályos négyszögből szabálytalan alakúvá. Az érsek már a következő év végén meghalt, fivérei pedig az egész ingatlant eladták Barkóczy Ferenc egri püspöknek, 18 000 forintért. A püspök nagy pompával rendezkedett be új palotájában, ami így a város egyik legelőkelőbb épülete lett, ahol még Mária Terézia is megfordult 1751. augusztus 4-én, amikor a palota erkélyéről fogadta a nép hódolatát. A palota mögötti telken ekkor már minden bizonnyal létezett egy díszkert.

#### A Károlyiak palotája
Nyolc évvel később, 1759-ben, Mayerhoffer Andrást bízta meg Barkóczy a palota átalakításával, ami 1761-re készül el. Barkóczy ekkor ideje nagy részét már Pozsonyban töltötte, 1765-ben pedig meg is halt, így az akkor már alig használt palota az öccsére, gróf Barkóczy János szabolcsi főispánra szállt. Barkóczy János a palota és a kert használati jogát átadta nővérének, Szirmay Tamásné grófnénak, aki azt egy évre bérbe adta Beleznay Miklós tábornoknak 600 forint bérleti díjért. 1768. november 5-én pedig ismét eladták az ingatlant, ezúttal már végleges tulajdonosaiknak, a Károlyi családnak, akik kezelésében Pest egyik legszebb palotájává és kertjévé vált.

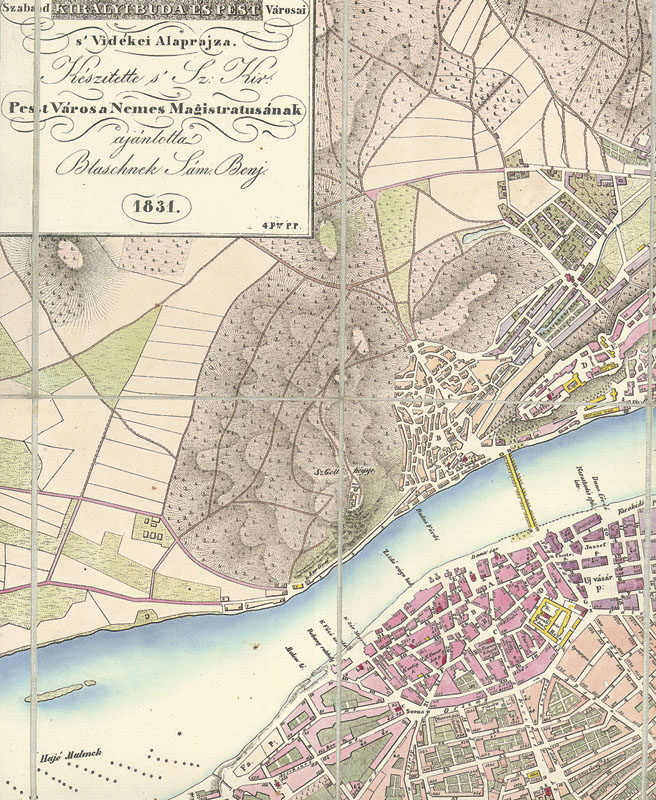
Ezen az 1831-ben készített térképen jól látszik a Károlyi-palota és kertje. Pest városát a jobb alsó négyszögben láthatjuk, lila színnel. A városnak majdnem a közepén, közel a városfalhoz, a volt városkaputól (Hatvani-kapu) kicsit balra jól kivehető a palota patkója, és a zölddel ábrázolt, keresztben futó utakkal négy részre osztott kert

A telek és a rajta álló épület az Úri utcza 24. szám alatt volt nyilvántartva, amikor 1768 novemberében gróf Károlyi Antal nevében báró Gastheimb Károly vezérőrnagy aláírta az adásvételi szerződést. Károlyi Antal 33 000 forintot fizetett vételárként, és a pesti városvezetőség azt is kikötötte, hogy a „város földjussának elismeréséül” évi 18 forint 62 dénár földadót fizessen. Az Úri utca (a mai Károlyi utca), ekkoriban a főurak utcájának számított, és a Károlyiak azért vették meg éppen ezt a telket, mert Károlyi Antalnak mint Hétszemélyes táblai közbírónak gyakran kellett Pesten tartózkodnia, és ezért szüksége volt itt állandó lakásra, ami jó környéken állt, a Harruckern- és a Jessenovszky-ház mellett. Drágán jutott a telekhez, aminek az volt az oka, hogy Pestnek ebben a reprezentatív utcájában ugrásszerűen nőni kezdtek az árak. Mivel a Beleznayval kötött bérleti szerződés még érvényben volt, a hivatalos telekátírásra 1769. január 17-én került sor, és ekkor készült egy telek- és házalaprajz is. Becslések szerint a telek alapterülete az épületekkel együtt 14 300 m², azaz majdnem 1,5 hektár lehetett. Egy vázlatos helyszínrajz szerint a palota kertje négy, homorúan kicsípett sarkú táblából állt.
1775-ben a gróf megkezdte az épület átalakítását, és az akkoriban a város méretéhez képest nagy kert rendezésére is készültek tervek. Az átépítés szakaszosan haladt, amit hátráltatott az 1775. februári áradás is, ami majdnem egész Pestet elöntötte. A menekültek elhelyezésére a gróf megnyitotta a palotáját és a kertjét is. 1778-ban Jung József építőmester tervsorozatot készített az állagmegóvásra és az átalakításra. A kertre is ekkor születtek tervek.
1779. márciusában folytatódott az átépítés, ahol a gróf kókai jobbágyai ásták ki az alapot urbárium fejében, de minden jobbágy kapott 4 krajcár napi pótlékot is. A palota és a kert átalakítása végül 1780. november 23-ig tartott, és 21 373 forintba került.

#### Vendégek a palotában
A palota lakói 1789-ben már Károlyi Antal fia, József és annak felesége lettek, mivel Antalt testőrkapitányi majd táborszernagyi feladatai Bécsbe szólították, ahol 1791-ben meg is halt. Fia és menye beköltözésük örömére 1789-ben nagy estélyt adtak, de az apa halála után ők is Bécsbe költöztek, a palotát és a kertet pedig lezárták, s csak néha nyitották meg egy-egy vendégség kedvéért. Ilyen alkalom adódott 1795-ben, amikor József nádor főispánná való beiktatásának örömére adtak estélyt, ahol „méltán ragadta meg a szemtanúk figyelmét a Károlyi gróf palotájának ragyogása: a nyitva hagyott kapu aljában sűrűn elhelyezett mécsek világítottak, a kapu folytatásának irányában, az udvar közepén egy piramis látszott, még beljebb pedig a kivilágított kertkapu tűnt a nézők szemébe.”
Öt évvel később, 1800. május 3-án, József nádor felesége, Alexandra Pavlovna neve napját ünnepelték, majd 1803-ban a nádor szállt meg néhány napra a palotában, de a gróf vendégei között volt Károly főherceg és Albert királyi herceg is.

### 19. század
A 19. század folyamán a palota végig a Károlyi család birtokában maradt. 1803-ban elhunyt Károlyi József, akinek három fia örökölte a vagyont, benne a pesti palotát. Mindhárom fiú kiskorú volt még ekkor, ezért a vagyon felosztásával várni kellett 1827-ig, amikor a legkisebb fiú, György is nagykorú lett. Egy 1823-ból származó, Pestet, Budát és Óbudát ábrázoló katonai célú térképen a palota és a kert is jól látszik. 10 évvel később kezdődött a palota átépítése, ami során elnyerte mai alakját.

#### Károlyi György átépíti a palotát

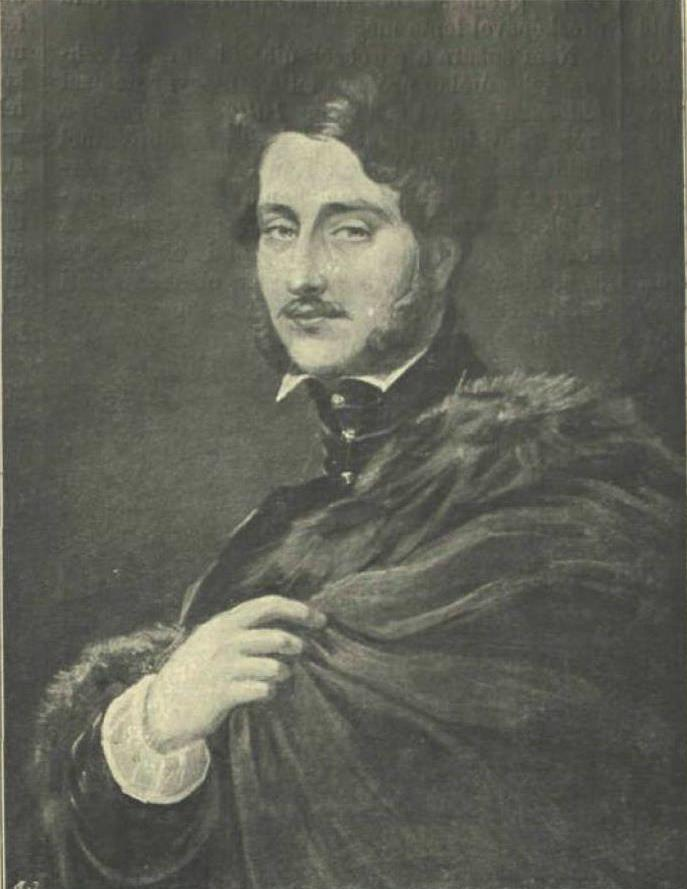
Károlyi György, a mai palota építtetője

1832-ben Károlyi József legkisebb fia, Károlyi György megvette testvéreitől a pesti palotát a hozzátartozó kerttel, és még ugyanabban az évben átterveztette, mivel a barokk palota már nem volt elég kényelmes. A korszak meghatározó építésze Pollack Mihály volt, ám Károlyi inkább a bécsi Anton Pius Riegl építészt bízta meg a tervek elkészítésével, a kivitelezést pedig Hofrichter József vezette, majd 1834-től Koch Henrik, akinek az emberei között dolgozott a fiatal Ybl Miklós is.
Riegl a palota alaprajzán nemigen változtatott, csak a vesztibült bővítette ki és áthelyezte a lépcsőházat, ám a palota homlokzatát barokkról klasszicistára változtatta. Később Koch változtatni kívánt a kerti épületek tervein is, így 1834-ben engedélyért fordult a Szépítő Bizottmányhoz. A munkálatokat akadályozta az 1838-as árvíz, ami megrongálta nemcsak az épületet, de a kertet is; az üvegház is elpusztult, a palota falai megrepedtek, a grófi család, – akik az építkezés alatt is az első emeleti bal szárnyon laktak, – Budára menekült.
Az árvíz alatt a palotában Wesselényi Miklós 200 menekültet helyezett el, akiket Károlyi gróf látott el élelemmel, felesége személyesen irányította a menekültek ellátását. 1841-ben avatták fel az új palotát, aminek az építése, a kerttel együtt 1 240 000 váltóforintba került, a berendezés 13 800 forintot emésztett fel. A 2500 négyszögöles kert sarkába az üvegház mellé kertészlakást is építettek.
A reformkor alatt a palota a magyar elit központja volt, sűrűn megfordult benne Széchenyi István is, és Wesselényi Miklós is a legtöbbször itt szállt meg. A palotában alapították meg az Országos Magyar Gazdasági Egyesületet, a Lánchíd Társulatot és a Tiszaszabályozó Társaságot.

#### A szabadságharc idején

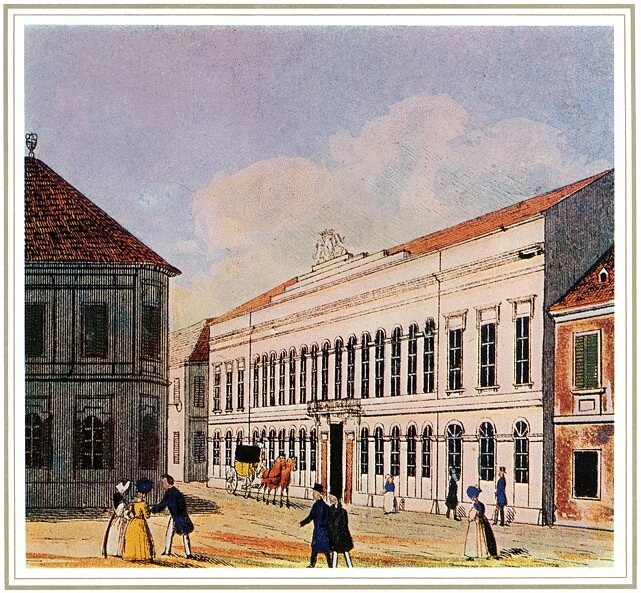
Károlyi-palota

Az 1848–49-es forradalom és szabadságharc alatt Jelasics költözött be az épületbe, 1849. január 5-én. Az utcai fronton lévő lakosztályban lakott, ottléte alatt minden folyosón, lépcsőn és kijáratnál 2-2-en álltak őrt, további 30 szerezsán állomásozott a kapualjban. A palotában lakott vendégként Szapáry Antal gróf, akit, miután kiutasította a szobájába bejáró császári tiszteket, Pállfy Móricot pedig kidobta, január 6-án elhurcoltak.  3 nappal később, január 9-én innen vitték el Batthyány Lajos miniszterelnököt is, miközben a háziakkal vacsorázott. Április harmadikán a palota tulajdonosának bátyját, Károlyi István grófot vitték el a palotából az Újépületbe, ahová öccse is elkísérte.
Miután Pest felszabadult, a gróf négylovas hintóját a grófné által készített kokárdákkal feldíszítve Kossuth Lajos elé vezette, aki ezen a hintón vonult be Pestre. Miután a szabadságharc elbukott, Károlyi grófot fogságra és 150 000 forint büntetésre ítélték a hintó miatt. Haynau serege azonban bevonult a városba, és a palotát konfiskálták Ferenc József számára, de a lefoglalás után négy nappal, 1849. július 17-én inkább Haynau költözött be. A lefoglalás minden helyiséget érintett, kivéve a grófné szobáit. Haynau korlátlanul rendelkezett a palotában, az ott berendezett dolgozószobájába idéztette be kihallgatásra az ekkor már az Újépületben raboskodó Károlyi Györgyöt, a palota urát. A „bresciai hiéna” 1850. februárjában táncmulatságot rendezett a palotában, majd beköltözése után éppen egy évvel, 1850. július 18-án elhagyta.

#### A 19. század második felében
A szabadságharc után a palota kertje vált ismertté a kertész, Kopál József munkájának eredményeképpen, aki igen nagy megbecsülésnek örvendett a Károlyi grófok részéről. 1872-től 1886. január 11-i haláláig a Károlyiak alkalmazásában állt. A grófok kiküldték őt a párizsi világkiállításra is, de már odafelé utaztában is tanulmányozta a holland és francia kertészeteket.
1881 májusában a Károlyiak vendége volt a walesi herceg, a későbbi VII. Edvárd király, 1883-ban pedig bált adtak az udvar tiszteletére, Ferenc József császár részvételével, amelyen Kopál is sikert aratott „nemes, ízléses, alapos képzettségű virágrendezői tehetségével. Ez alkalommal a palota impozáns lépcsőházát, előtermeit a kertészeti díszítő művészet ritka érzékével és kiváló ízléssel díszíté fel, s ez általános bámulatot keltő műve magát a királyt is meglepte.” Kopál József további dicsőséget szerzett a Károlyi családnak azzal is, hogy az Országos Magyar Kertészeti Egyesület által rendezett kiállításokon évről évre számos díjat és elismerő oklevelet szerzett különleges dísznövényeivel.
A kert, annak ellenére, hogy lévén magánkert, a nagyközönség nem használhatta, népszerű volt a pesti lakosok körében. 1880-ban, amikor a palota és a kert új tulajdonosa már Károlyi Gyula volt, Vajda Viktor írt cikket a kertről a Magyarország és a Nagyvilág című lapba:
„A főváros kellős közepén csak nagy úrnak lehet kertje, s ország-világ tudja, hogy a Károlyi-kert tulajdonosa nagy úr, s mi több, általánosan kedvelt és tisztelt úr is egyszersmind. Mily sivár lenne e hely kert nélkül? A görbén kanyargó Magyar utcza lakhatatlan volna, de a grófi kert felvidítja, beillatozza egész környékét. Egyszer már azt rebesgették, hogy a grófi család elhányatja onnan a falakat és vasrácsozattal különözi el a kertet az utczától. Mily gyönyörűség kínálkozott volna a Czukor, s a Magyar utcza lakóinak! El se merjük képzelni! De jó, hogy meg van legalább a kert, s éppen mivel a Károlyi grófoké, biztosítva vagyunk arról is, hogy egyhamar be sem építik!”
Hosszú cikkében Vajda leírta a kertet, annak hangulatát:
„Tavasszal az utczára hajolnak ki a virágfürtök, mikkel a kerítésre támaszkodó akáczfák kedveskednek. Kihasználandják e szépségeket a környező házak urai is, akik magasabb bért számítanak fel a kertre néző lakóknak – így húzván titkon hasznot a grófból. Ez a bűbájos kert szabatos, arányos, oly határozott vonalú s minden részletében oly kecsesen kidomborodó! Árny és fény, sötétség és világosság kellő mennyiségben és szép minőségben omlik szét a kertben; […] Ha az egyetem-utczai palotán át megyünk a kertbe, legelsőbben is a tágas udvarra jutunk, melyet pár lábnyi magas vasrácsozat választ el a kerttől. Az mit az angol park-kertészetben »pleasure-ground«-nak neveznek, itt mindjárt meglepő szépségben tárul fel. A mindig egyenletes, mindig üde zöld gyepszőnyeg, melyhez hasonlót csak a Margit-szigeten találunk, ragyogva tűnik szemünkbe, s bármerre tekintünk, a kilátások mindig ugyanazok.”
Vajda leírása szerint a fal mellett út vezetett, ami mellett „kies berkek zöldülnek székeknek, lóczáknak s asztaloknak szolgálva hátterül.” A mérsékelt övön élő növények mellett más éghajlatról származóak is éltek a virágházban, amiket nyáron kivittek a kertbe, és leír egy olyan páfrányt is, mely „a legnagyobb, a legfejlettebb milyet még a botanikus kertben sem lelünk”, és megjegyzi, hogy a botanikus kerten kívül a Károlyi-kerti virágházban vannak a legszebb orchideák.
Vajda szerint Károlyi György, a korábbi tulajdonos mindig a kertben reggelizett, azonban arról nem ír, hogy ebben a kertben építették meg Pest harmadik teniszpályáját. A 20. századig nem történtek további nagy átépítések sem a kertben, sem a palotában.

### 20. század

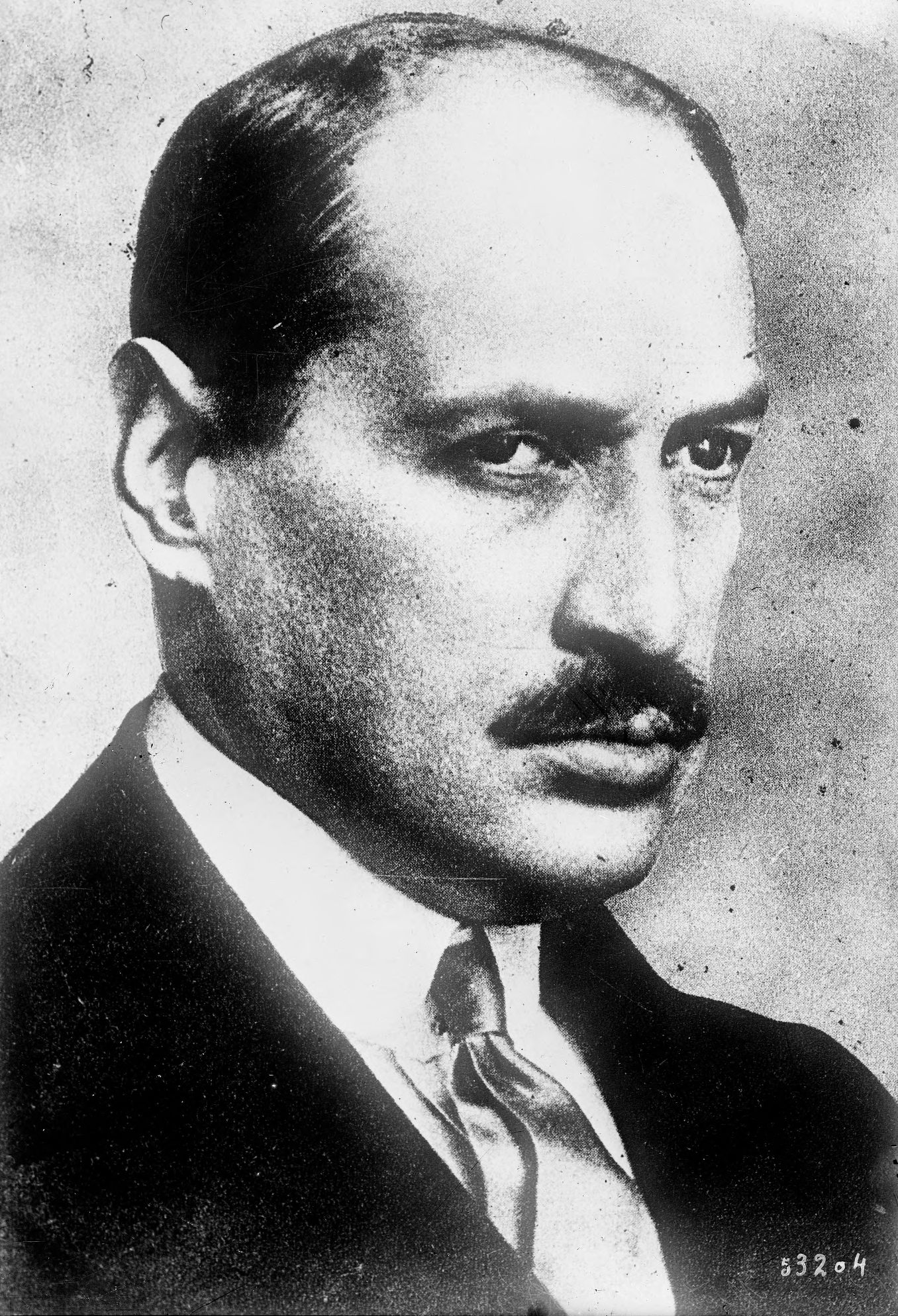
Károlyi Mihály a palota utolsó tulajdonosa, annak fővárosi kezelésbe vétele előtt.

A 20. század nagy változásokat hozott a palota történetében. A Károlyi család tulajdonából átkerült állami kezelésbe, kertjét megnyitották a nyilvánosság előtt.

#### A második világháborúig
Az 1900-as évek elején a Károlyi család rossz anyagi helyzete miatt szóba került, hogy eladják a palotát és a kertet, és a nagy értékű telken bérházakat építenek. Az új tulajdonos, Károlyi Mihály Andrássy Katinkával 1914-ben kötött házassága után elállt ettől a szándékától. Az anyagi gondok azonban nem oldódtak meg, ezért a háború alatt a palotát bérbe adták Mikes Ármin grófnak. Károlyiék a háború kitörése után így csak rövid ideig használták a palotában lévő fő lakást és a kertet. Károlyiné visszaemlékezései szerint „[a kertet] magas kerítés vette körül, és csak a család rokonai, barátai és gyerekeik használhatták. A selymes pázsiton, lugasok, virágzó bokrok között teáztunk délutánonként, és fogadtuk ismerőseinket. A kertet nem adtuk át a Mikes családnak, sőt a mahagóni fából faragott könyvtárat sem.”
A Tanácsköztársaság leverése után Károlyi Mihály emigrációba vonult, a palota üresen állt. 1927-ben pályázatot írtak ki a 10 évvel korábban lebontott Nemzeti Színház felépítésére, és a tervek között – Ámon József 1901-ből származó javaslata alapján – szerepelt Padányi Gulyás Jenő terve is, mely a Károlyi-kertbe tervezte volna felépíteni a színházat, rövid szárú görög kereszt alakú épület képében.
1929-ben vette át a főváros a palotát és a kertet. Az adásvételt, amit „Budapest székesfőváros közönsége” kötött a gróf Károlyi György-féle I. hitbizomány gondnokával, gróf Cziráky Józseffel, Károlyi Mihályné szerint jogtalanul kötötték, sőt lopás volt, mivel a tulajdonos nem járult hozzá. A szerződés 10 pontból áll, a második pontban szerepel a vételár: 5 millió pengő. A szerződés azt is kimondta, hogy a palota és a kert 1929. január 1-jétől lesz a főváros tulajdona. Ugyanakkor a szerződésben az is szerepelt, hogy „ám a benne levő díszes kivitelű kandallók, keretekkel falbaerősített tükrök és a könyvtárteremben körülfutó erkélyes könyvszekrények, mint a lakberendezéshez tartozó műbecsű ingóságok »az adásvételnek nem tárgyai«.”
Budapest 1928-ban vásárolta meg az épületet. A palotába 1933-ban beköltözött és 20 évig működött a Fővárosi Képtár, aminek már régóta keresték méltó helyét, de már 15 éve egyébként is tartottak ott kiállításokat.
1932-ben a Károlyi-családnak a palotában maradt műkincseit, 1937-ben a könyvtárát árverezték el. Napjainkban az eredeti berendezésből és könyvtárból csak mutatóba akad egy-egy darab.
Elárverezik gróf Károlyi Mihály palotájának bútorait és műkincseit. A főváros tudvalévően néhány évvel ezelőtt megvásárolta az egyetem utcai Károlyi-palotát azzal a céllal, hogy ott állandó művészeti kiállítást rendez. Miután a főváros most sürgeti, hogy a Károlyi-palotát használatba vehesse, gróf Károlyi Mihálynak az ott leltározott bútorait, festményeit, ezüstjeit, porcellánjait és könyveit elárverezik a postatakarékpénztár árverési csarnokának a Nemzeti Közművelődési Alapítvány tulajdonában lévő főúri tárgyakból rendezett aukciója keretében. Miután az árverés katalógusában a Károlyi-család számos névértékű és történelmi nevezetességű dísztárgya is szerepel, rendkívül nagy érdeklődés nyilvánul meg az árverés iránt. A IV., Egyetem utca 6 szám alatt lévő Károlyi-palota I. emeleti termeiben rendezendő aukció-kiállítást november 20-án, vasárnap nyitják meg. A főváros azért akarja a palota húsz termének kiürítését, mert a jövő év elején egyelőre a főváros által 35 év alatt különböző tárlatokon vásárolt 500 darab festményt mutatnak be a nagyközönségnek.
1935-38 között kisebb átépítések történtek a palotában, Wälder Gyula műegyetemi tanár tervei szerint. A Henszlmann utcai (déli) szárnyon, az egykori tűzfalra ekkor kerültek a homlokzat stílusában készült ablakok, miáltal az épület eme része is természetes megvilágítást kapott, s így alkalmassá vált kiállítási célokra.
A kertet áttervezték Räde Károly kertészeti igazgató vezetésével, az átépítés 1932-ben ért véget, amikor közkertté nyilvánították.
A közművelődés szolgálatában eztán nyaranta ingyenes koncertekre is sor került a Károlyi-kert (Fővárosi Képtár) területén Budapest Székesfőváros Népművelési Bizottsága szervezésében. "A hangversenyek mindenkor fél 7 órakor kezdődnek."

#### A második világháború után

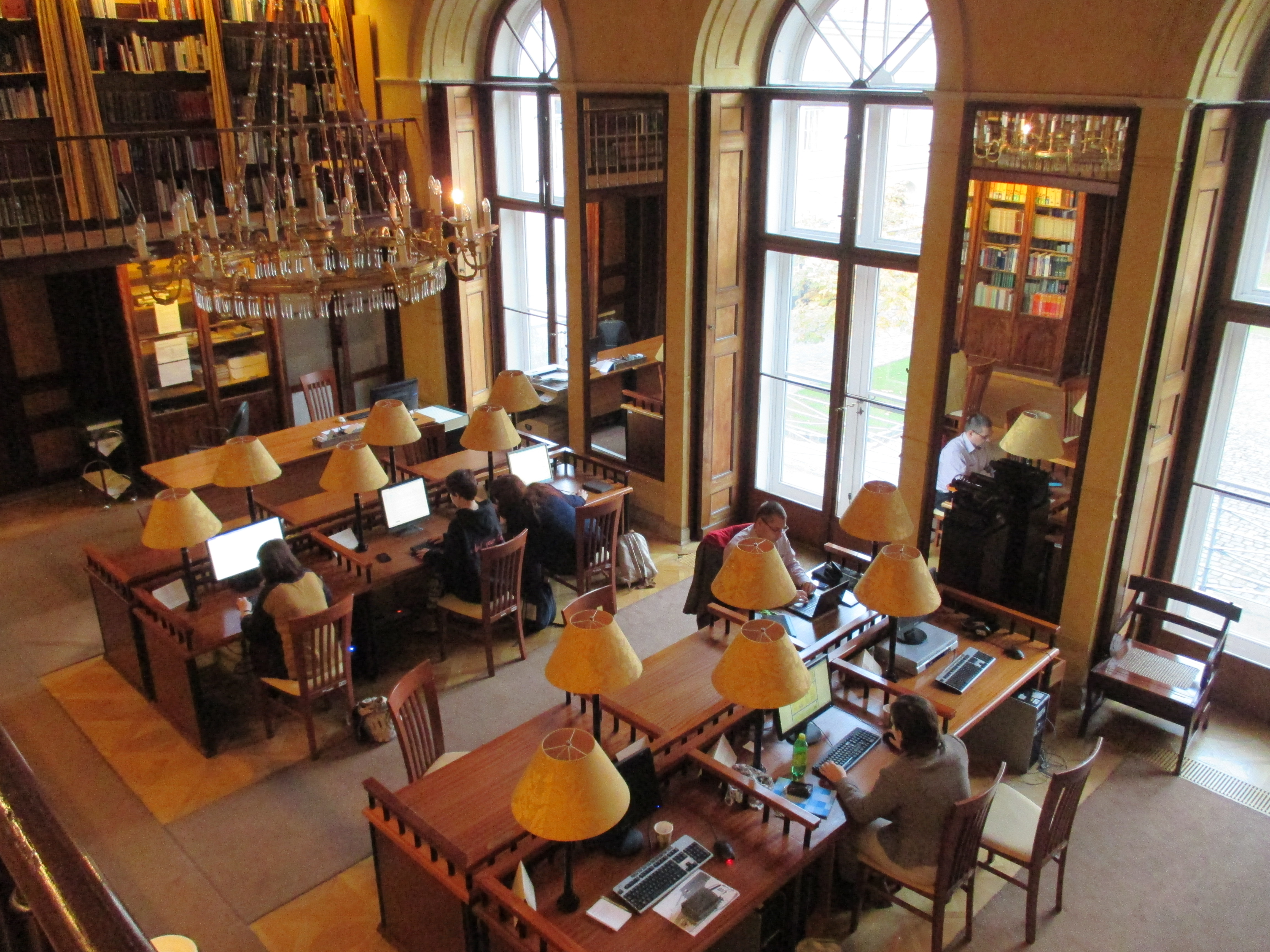
A palota könyvtára. A felvétel a Wikimédia Magyarország Egyesület, a Magyar Shakespeare Bizottság és a Petőfi Irodalmi Múzeum közös szervezésű „Shakespeare-szerkesztőmaraton 2015” rendezvényen készült azév novemberében

1946-ban Károlyi Mihály hazatért az emigrációból, és Ries István igazságügy miniszter és Kővágó József polgármester átadta számára a palota kulcsait, de Károlyi azonnal vissza is adta azzal, hogy a palota a magyar közművelődést szolgálja.
Az 1940-es évektől a palotaudvaron szabadtéri hangversenyeket tartottak, az M3-as metró építésének kezdetéig, mely majdnem egy évtizedre felvonulási területté változtatta a palotától ekkor már leválasztott Károlyi-kertet. A parkba egészen 1948-ig csak belépőjeggyel lehetett belépni.

### 21. század
A 2023-as Petőfi-emlékév kapcsán 2022-ben nagyarányú felújítás vette kezdetét az épületben: az év elején bezártak a Petőfi Irodalmi Múzeum kiállításai, a rendezvények külső helyszíneken zajlanak, a kutatószolgálat (kézirattár, könyvtár stb.) működik. Átépítésre kerül a PIM udvara is – a megújult területet egybenyitják a Károlyi-kerttel.

## A palota leírása
Az épület déli oldalán, a Henszlmann utca felőli oldalon emléktábla látható, ami Batthyány Lajos letartóztatásának (1849. január 13.) és elhurcolásának állít emléket.

### Könyvek
- ↑ BPL:  Budapest Lexikon. Budapest: Akadémiai Kiadó (1993). ISBN 963 05 6410 6
- ↑ Fatsar: Fatsar Kristóf. Magyarországi barokk kertművészet. Budapest: Helikon (2008). ISBN 978 963 227 021 5
- ↑ Gombos: Gombos Zoltán. Régi kertek Pesten és Budán. Budapest: Natura (1974). ISBN 963 233 004 8
- ↑ KÖ:  Kertörökségünk: Történeti kertek Magyarországon. Budapest: MNM Nemzeti Örökségvédelmi Központ és a Civertan Bt. (2011). ISBN 978 963 7061 87 5
- ↑ TKM:  Tájak, korok, múzeumok kiskönyvtára: Magyar Irodalom Háza - Károlyi-palota. Budapest: TKM Egyesület

### Folyóiratok
- ↑ BR1950: Baranyainé Bónis Éva (1950). „Leletek a Fővárosi Képtár kertjéből (Károlyi-kert)”. Budapest Régiségei 15., 389-399. o.
- ↑ MÉP1984: Kecskésné Szabó Ildikó (1984). „A budapesti Károlyi-kert. A főváros egyik legrégibb történeti kertjének rekonstrukciója”. Magyar Építőművészet 33. (5.), 21. o.
- ↑ BUD1946/6: Lestyán Sándor (1946). „Az Egyetem utcai Károlyi-palota történelmi emlékei”. Budapest 2. (6.), 212-213. o.
- ↑ BUD1966/4: F. Tóth Rózsa (1966). „A régi pesti városfal, a Hatvani-kapu és rondellája”. Budapest 4. (4.).
- ↑ BUD1967/3: Vértesy Miklós (1967). „Kossuth Budapestért”. Budapest 5. (3.).
- ↑ BUD1967/8:  (1967) „Mátyás király pesti vadaskertje”. Budapest 5. (8.).
- ↑ BUD1970/5:  (1970) „Mozaik a főváros múltjából – Ingyen telkek osztogatása”. Budapest 13. (5.).
- ↑ BUD1971/12: Zolnay László (1971). „Az új honalapítók”. Budapest 14. (12.), 39-41. o.
- ↑ BUD1975/3: Gábor István (1975). „Károlyi-palota – Petőfi Irodalmi Múzeum”. Budapest 18. (3.).
- ↑ BUD1978/10: Károlyi Mihályné (1978). „Otthonaim”. Budapest 21. (10.).
- ↑ BUD1983/4: Vargha Mihály (1983). „A nemzet színházának viszontagságai”. Budapest 27. (4.).

### Internet
- A Károlyi-palota a Műemlékem.hu oldalán
- P (3642) Károlyi család nemzetségi levéltára, 1246-1966

### Nyomtatott
- Nemeskéri János (1950). „A Fővárosi Képtár kertjében feltárt XI. századi sírok embertani leleteinek vizsgálata”. Budapest Régiségei 15..
- Éble Gábor. A Károlyi grófok nagykárolyi várkastélya és pesti palotája (1897)
- Révhelyi Elemér (1934). „Az Egyetem utcai volt Károlyi-palota építésének története”. Tanulmányok Budapest múltjából 2..
- Fatsar Kristóf (1999). „Franz Rosenstingl kerttervezői tevékenysége Károlyi Antal szolgálatában”. Ars Hungarica 27. (2.).